# Assainvillers
Assainvillers település Franciaországban, Somme megyében. Lakosainak száma 134 fő (2022. január 1.). Assainvillers Faverolles, Le Frestoy-Vaux, Montdidier, Piennes-Onvillers és Rubescourt községekkel határos.

## Népesség
A település népességének változása:
| Lakosok száma | 130  | 119  | 114  | 108  | 106  | 104  | 114  | 124  | 134  |
|               | 2013 | 2015 | 2016 | 2017 | 2018 | 2019 | 2020 | 2021 | 2022 |